# Zona económica especial de la Ciudad de Zamboanga
La Zona económica especial de la Ciudad de Zamboanga o Zamboecozone como se le conoce también , es una zona económica ubicada en la ciudad de Zamboanga situada en la provincia de Zamboanga del Sur, en el sur de la isla de Mindanao, y a su vez en el extremo meridional del país asiático de Filipinas. Es la única zona económica ubicada en Mindanao Occidental.
Ley de la República N.º 7903 promulgada por el Congreso de Filipinas dio origen a la creación de Zamboecozone.
La ecozona está regido por una Junta de Directores de la Autoridad de la Zona Económica Especial de la ciudad de Zamboanga, una organización con personalidad jurídica propia para manejar la administración y operación del área. 